# レヒテンバッハ
レヒテンバッハ (ドイツ語: Rechtenbach) は、ドイツ連邦共和国バイエルン州ウンターフランケン行政管区のマイン＝シュペッサルト郡に属す町村（以下、本項では便宜上「町」と記述する）である。同名の地区に行政機関がある。この町はロール・アム・マイン行政共同体に加盟している。

## 地理

### 位置
レヒテンバッハは、シュペッサルト山地のヴュルツブルク地域に位置している。町内の最高地点はヴァイカーツヘーエの海抜 536.6 m、最低地点は連邦道 B26号線がロール・アム・マインに入るやや手前の海抜 203 m である。

### 自治体の構成
この町は単独のオルト（行政上の地区）レヒテンバッハで構成される。ゲマルクング（不動産管理上の地区区分）は、レヒテンバッハとローテンベルクの2地区である。後者は2013年末まで市町村に属さない地域であった。
ゲマルクング・レヒテンバッハは、いわゆるヴァイカーツヘーエ（市町村に属さないフォレスト・ローラーシュトラーセ内にある）によって2つの部分に分けられる。北西の無人の地域ヴァイカーツヴィーゼと、南東のレヒテンバッハ集落がある人が住む地域である。
ゲマルクング・ローテンベルクは、歴史上9つの森林地区からなっている。

### 隣接する市町村
| パルテンシュタイナー・フォルスト |  |                      |
|                                  |  |                      |
| フォルスト・ローラーシュトラーセ |  | ロール・アム・マイン |

- いずれもマイン＝シュペッサルト郡に属す。

## 地名
この町の名称は、ロール・アム・マインでマイン川に合流する、同名のレヒテンバッハ川に由来する。

## 歴史

### 自治体の成立まで
レヒテンバッハは、1522年8月18日のリーネック伯フィリップの文書に初めて記録されており、1791年までロールの邦有工場で鏡の製造に使う板ガラスを生産する工業集落であった。レヒテンバッハは、マインツ選帝侯領の一部として、1803年の帝国代表者会議主要決議により新たに創設されたアシャッフェンブルク侯国領となった。この侯国は1810年にフランクフルト大公国の県となった。レヒテンバッハは、1812年に「ダルベルク公の所領地」とともにディストリクトメール・ロール（ロール郡）内の、メール（基礎自治体）となった。このメールには75戸、471人が住んでいた。首長はヨーゼフ・アムルハインであった。その助役はクリストフ・バルテルおよびヨハン・アダム、司祭はフランシスコ会のアンブロジウス・ミュンヒ、学校教師はヨハン・ダウスであった。レヒテンバッハは1814年にバイエルン王国領となった。バイエルンの行政改革に伴う1818年の自治体令により現在の自治体が成立した。

### 行政史
1862年にベツィルクスアムト・ロール・アム・マインが設けられ、レヒテンバッハはその管轄下に置かれた。1939年にドイツ国全土で「郡」の名称が用いられることとなった。レヒテンバッハは、ロール・アム・マイン郡の26市町村の1つとなった。ロール・アム・マイン郡の廃止に伴いレヒテンバッハは、1972年7月1日に新たに設けられたミッテルマイン郡に属した。その10か月後にこの郡は、現在の「マイン＝シュペッサルト郡」と改名された。
2014年1月1日に、無人の、市町村に属さない地域ローテンベルクがこの町に合併した。これにより町域面積は 2.09 km2 から 7.27 km2 に拡大した。この合併によって町域は一体化した。北西部の、かつて無人の飛地であった広さ 96 ha のヴァイカーツヴィーゼは、わずか 5 ｍ ほどではあるがゲマルクング・ローテンベルクと接することとなり、飛地ではなくなった。

## 住民

### 人口推移
- 1961年: 1068 人
- 1970年: 1158 人
- 1987年: 1107 人
- 1991年: 1159 人
- 1995年: 1142 人
- 2000年: 1096 人
- 2005年: 1049 人
- 2010年: 986 人
- 2015年: 1003 人

## 行政
2018年の町の税収は 71万3千ユーロで、このうち産業税収入が1万4千ユーロであった。

### 首長
第二次世界大戦以後の町長を列記する。
- 1945年 - 1956年　ヨーゼフ・シャットマン (CDU)
- 1956年 - 1966年　オットー・フェトユンカー
- 1966年 - 1978年　レオ・フェトユンカー
- 1978年 - 1996年　ゲルト・クレッツ
- 1996年 - 2008年　ヘルムート・ガイスト (SPD)
- 2008年 - 2014年　アンドレアス・フレヒ
- 2014年 - 2020年　クラウス・バルテル
- 2020年 - 　クリスティアン・ラング[6]

### 議会
この町の町議会は、12議席からなる。

### 紋章
図柄: 赤地に、斜め十字に組み合わされた、銀のガラスがついた銀のガラス吹き棒と銀の斧。その上に下部を欠いた金の紋章デザイン化されたユリ、下に直立した金のオークの葉。

## 文化と見所

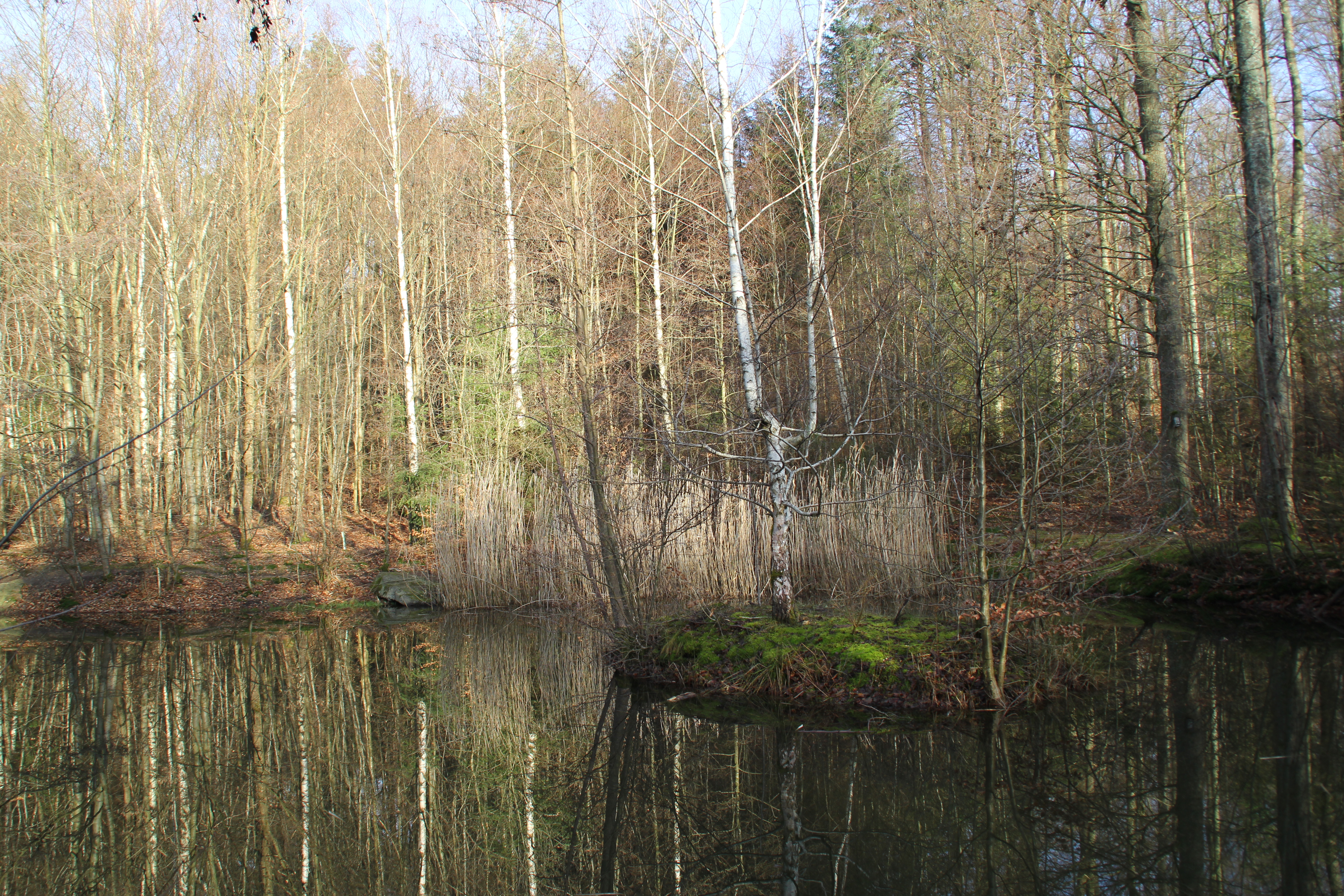
コベルツクヴェレ

### 自然文化財
- コベルツクヴェーレ。ローテンベルクにある、小さな池を持つ再自然化された水源地。

## 経済と社会資本

### 経済構造
公式統計によれば、2018年6月30日時点で、この町で働く社会保険支払い義務のある就労者は 29人であった。一方、この町に住む社会保険支払い義務のある就労者は合計4327人であった。さらに2016年時点で、4軒の農家があり、35 ha の農業用地があったが、その全てが牧草地などの緑地であった。

### 教育
以下の施設がある。
- 幼稚園: 定員42人に対して、園児数は31人（2019年現在）[12]